# Бидёвка, Владимир Анатольевич
Владимир Анатольевич Бидёвка (укр. Володимир Анатолійович Бідьовка; род. 7 марта 1981, Донецк, Донецкая область, УССР, СССР) — политик Украины и самопровозглашённой ДНР, общественный деятель. Председатель Народного совета Донецкой Народной Республики с 19 ноября 2018 года по 20 сентября 2023 года.
За нарушение территориальной целостности Украины находится под санкциями стран Евросоюза, Великобритании, Японии и других стран.

## Биография
Родился 7 марта 1981 года в городе Донецке Донецкой области, УССР.
В 1998 году окончил макеевскую общеобразовательную школу I—III ступеней № 37.
В 2003 году окончил исторический факультет Донецкого национального университета, специальность «Политология». Получил диплом с отличием.
Женат, двое детей.

## Политическая деятельность
До 2014 года являлся членом Коммунистической партии Украины, от которой в 2012 году был выдвинут в Верховную раду. Пост депутата занимал до 2014 года, с началом военного конфликта в Донбассе прекратил депутатскую деятельность.
Покинул Киев в начале июня 2014 года, однако до окончания VI созыва его карта продолжала голосовать за некоторые проекты решений Верховной Рады Украины, несмотря на физическое отсутствие депутата в зале заседаний.
С ноября 2014 года — депутат Народного Совета Донецкой Народной Республики, заместитель Председателя Комитета Народного Совета по информационной политике и информационным технологиям, Председатель Комитета Народного Совета по конституционному законодательству и государственному строительству.
За шесть лет работы в Народном Совете Донецкой Народной Республики разработал более 30 законопроектов в сферах государственного строительства, информационных технологий, образования и науки.
В 2018 году снова был переизбран в парламент ДНР от фракции «Донецкая Республика», а 19 ноября был избран Председателем Народного Совета второго созыва.

## Санкции
«За действия и политику, которые подрывают территориальную целостность, суверенитет и независимость Украины и ещё больше дестабилизировали Украину», 10 декабря 2018 года внесён в санкционный список стран Евросоюза. По аналогичным основаниям внесён в санкционные списки Канады, Швейцарии и Австралии.
После вторжения России на Украину, попал под санкции Великобритании, Украины, Японии и Новой Зеландии.

## Уголовное преследование
В сентябре 2022 года СБУ сообщила о подозрении в отношении Владимира Бидёвки в совершении уголовного преступления по ч. 2 ст. 28 и ч. 5 ст. 111-1 Уголовного кодекса Украины (коллаборационная деятельность), по причине проведения «референдума о присоединении к РФ».

## Награды
- Почётный знак «От благодарного народа ЛНР»[9] (Луганская Народная Республика, 2019 год)
- Знак отличия «За заслуги перед Республикой»[10] (Донецкая Народная Республика, 2019 год)
- Нагрудный знак «Знак почёта» III степени[11] (Донецкая Народная Республика, 2019 год)
- Медаль «За мужество и доблесть»[12] (Российская Федерация, Республика Крым, 2021 год)
- Орден Дружбы[13] (Республика Южная Осетия, 2021 год)